# Cecilia Rosado
Cecilia Rosado   (Mèxic, 3 d'octubre de 1952) és una extennista mexicana.
Va participar en els Jocs Olímpics de Ciutat de Mèxic (1968) en l'esdeveniment de tennis, que fou esport de demostració i d'exhibició. Va disputar cinc de les sis les proves en les quals podia participar, les tres de demostració (individual, dobles femenins amb Suzana Petersen i dobles mixts amb Rafael Osuna) i dues d'exhibició (individual i dobles femenins amb Zaiga Jansone, prova en la qual va aconseguir la medalla de bronze.